# Lucas Debargue
Lucas Debargue (Párizs, 1990. október 23. – ) francia zongoraművész, zeneszerző.

## Élete, munkássága
Debargue Párizsban született, és Compiègne-ben nevelkedve 11 éves korában kezdett zongorázni Christine Muenier-nél. 15 éves korában abbahagyta a zongora tanulmányait, mert akkor éppen az irodalom iránt érdeklődött. 17 évesen a Párizsi Diderot Egyetemen kezdett tanulmányokat, hogy művészeti és irodalmi diplomát szerezzen. 2010-ben azonban ezt is abbahagyta, és visszatért a zongorához, és az orosz Rena Csernyisevszkaja professzornál tanult. Ekkor döntötte el, hogy végleg a zenei pályát választja, és felkészül a versenyekre. 2016-ban diplomázott az École normale de musique de Paris-ban.
Még hallgatóként, 2015-ben – nem kis vitát keltve a zsűriben – negyedik helyezett lett a XV. Nemzetközi Csajkovszkij Zenei Versenyen, emellett elnyerte a Moszkvai Zenekritikusok Egyesületének különdíját. A verseny után beindult a karrierje, szerepelt a Moszkvai Konzervatórium nagytermében a moszkvai Csajkovszkij Koncertteremben, a szentpétervári Mariinszkij Színház és a Szentpétervári Filharmónia  koncerttermében, a Theatre des Champs Elysées-ben, a Salle Gaveau-ban, a Milánói Konzervatóriumban, a londoni Wigmore Hallban és a Royal Festival Hallban, az amszterdami Concertgebouw-ban, a müncheni Prinzregententheaterben, a Berlini Filharmóniában, a Konserthuset Stockholmban és a  New York-i Carnegie Hallban. Olyan karmesterekkel működött együtt, mint Valerij Gergijev, Andrej Borejko, Mihail Pletnyov, Vlagyimir Szpivakov, Szado Jutaka, Tugan Szohijev és olyan zenészekkel, mint Gidon Kremer, Janine Jansen és Martin Fröst.
2016 óta a hangfelvételeit a Sony Classical adja ki, 2017-ben Bach, Beethoven, Medtner című CD-je elnyerte az ECHO Klassik-díjat. 2017-ben a Martin Miranel rendező (Bel Air) dokumentumfilmet forgatott róla Lucas Debargue: A zenéhez címmel. 2019-ben Gidon Kremer a Kremerata Baltica állandó vendégművészének hívta meg.

## Szerzeményei
- Concertino for piano, string orchestra and drums (2017)[16]
- Quatuor Symphonique for piano quartet (2018)[17]
- Trio for violin, cello and piano (2019)[18]

## Felvételei
Az AllMusic listája alapján.
| Megjelenés | Tartalom                               | Közreműködők                                 | Kiadó          |
| ---------- | -------------------------------------- | -------------------------------------------- | -------------- |
| 2016       | Scarlatti - Chopin - Liszt - Ravel     |                                              | Sony Classical |
| 2016       | Bach, Beethoven, Nyikolaj Medtner      |                                              | Sony Classical |
| 2017       | Schubert, Szymanowski                  |                                              | Sony Classical |
| 2017       | Messiaen: Quatuor pour la Fin du Temps | Martin Fröst, Janine Jansen, Torleif Thedéen | Sony Classical |
| 2019       | Scarlatti: 52 Sonatas                  |                                              | Sony Classical |

## Fordítás
Ez a szócikk részben vagy egészben  a   Lucas Debargue című angol Wikipédia-szócikk ezen változatának fordításán alapul.  Az eredeti cikk szerkesztőit annak laptörténete sorolja fel. Ez a jelzés csupán a megfogalmazás eredetét és a szerzői jogokat jelzi, nem szolgál a cikkben szereplő információk forrásmegjelöléseként.